# Ataraxia
Ataraxia е италианска готик група. Характерно за музиката им е влечението към средновековната музикална традиция.
Групата е създадена в началото на 90-те години на 20 век от Франческа Николи (вокали), Виторио Вандели (китара) и Джовани Паляри (синтезатори), като съставът е същият и днес.
Ataraxia сами пишат музиката и текстовете си, но голяма част от нещата им са изпълнения на традиционни фолклорни песни. Казват, че предпочитат да правят концертите си в манастири, замъци или църкви заради запазилия се в тях дух на Средновековието.

## Дискография
- Simphonia sine nomine (1994)
- Ad Perpetuam Rei Memoriam (1994)
- La Malediction d'Ondine (1995)
- The Moon Sang On The April Chair/Red Deep Dirges Of A November Moon (1995)
- Il Fantasma Dell' Opera (1996)
- Concerto N. 6 – Baroque Plaisanterie (1996)
- Historiae (1998)
- Orlando (1998)
- Os cavaleiros do templo (1998)
- Lost Atlantis (1999)
- Sueños (2001)
- A Calliope... Collection (2001)
- Mon Seul Désir (2002)
- Saphir (2004)
- Des Paroles Blanches (2003)
- Odos eis Ouranon (2005)
- Arcana Eco (2005)
- Paris Spleen (2006)
- Sous le blanc rosier best of (2007)
- Kremasta Nera (2007)